# HW Андромеды
HW Андромеды (лат. HW Andromedae) — одиночная переменная звезда в созвездии Андромеды на расстоянии приблизительно 1992 световых лет (около 611 парсеков) от Солнца. Видимая звёздная величина звезды — от +14,4m до +12,7m.

## Характеристики
HW Андромеды — оранжевая эруптивная переменная звезда типа UV Кита (UV) спектрального класса K. Радиус — около 2,48 солнечных, светимость — около 3,175 солнечных. Эффективная температура — около 4892 K.